# أرض طلالي
أرض طلالي أو تل أرض طلالي هو موقع تل أثري صغير في سهل في سفح جبل لبنان يبعد 11 كـم (7 ميل) شمال غرب بعلبك، في وادي البقاع في لبنان.
تم مسح ودراسة الموقع لأول مرة في 1965-1966 من قبل لورين كوبلاند وبيتر ويسكومب وتم التنقيب في وقت لاحق في عقد 1960 من قبل ديانا كيركبرايد،  دفن محيط التلة تحت متر من التربة وتم العثور على بقايا مباني مستطيلة على مرحلتين، حيث كانت جدران المبنى مصنوعة من جدران صلبة أو من طين ذو قواعد حصى وأحجار كبيرة في الطبقات العليا، وكانت الطبقات من الجص الأبيض مع جدران مغطاة بالبلاط ومصقولة، شيد الموقد وغيرها من المناطق بالجص والطين.
تضمنت المواد المستخرجة مجموعة واسعة من الأدوات الحجرية، وريش حجر السج وأوعية البازلت والمطارق وذخيرة حبال الطين وريش فلينت مصنوعة بدقة وكاشطات وحفارة وبعض الفؤوس.
شملت صناعة الفخار شظايا مطلية بحليفي كلا من الزخارف والأشكال المزيّنة بالديكور المنقوش بما في ذلك الخطوط الأفقية أو العمودية مع النقاط، الأمواج، تعرج الزاج والتصاميم المتقاطعة. مع بعض تطبيق غسل الأحمر. كانت هذه الاكتشافات مهمة لأنها كانت تمثل الفخار المطلي من نوع حلف في الجنوب. تم العثور على الأوعية والجرار المصقولة باللون الأحمر والبرتقالي والبني والأسود في المستويات العليا، مع مستويات أقل تظهر شظايا أكثر خشونة ممهدة باليد أو بالقش. تتقاسم هذه القرية الزراعية الصغيرة الثقافة المادية لمدينة جبيل ومواقع الحلف وجنوب سوريا في الشمال.